# 라닌산

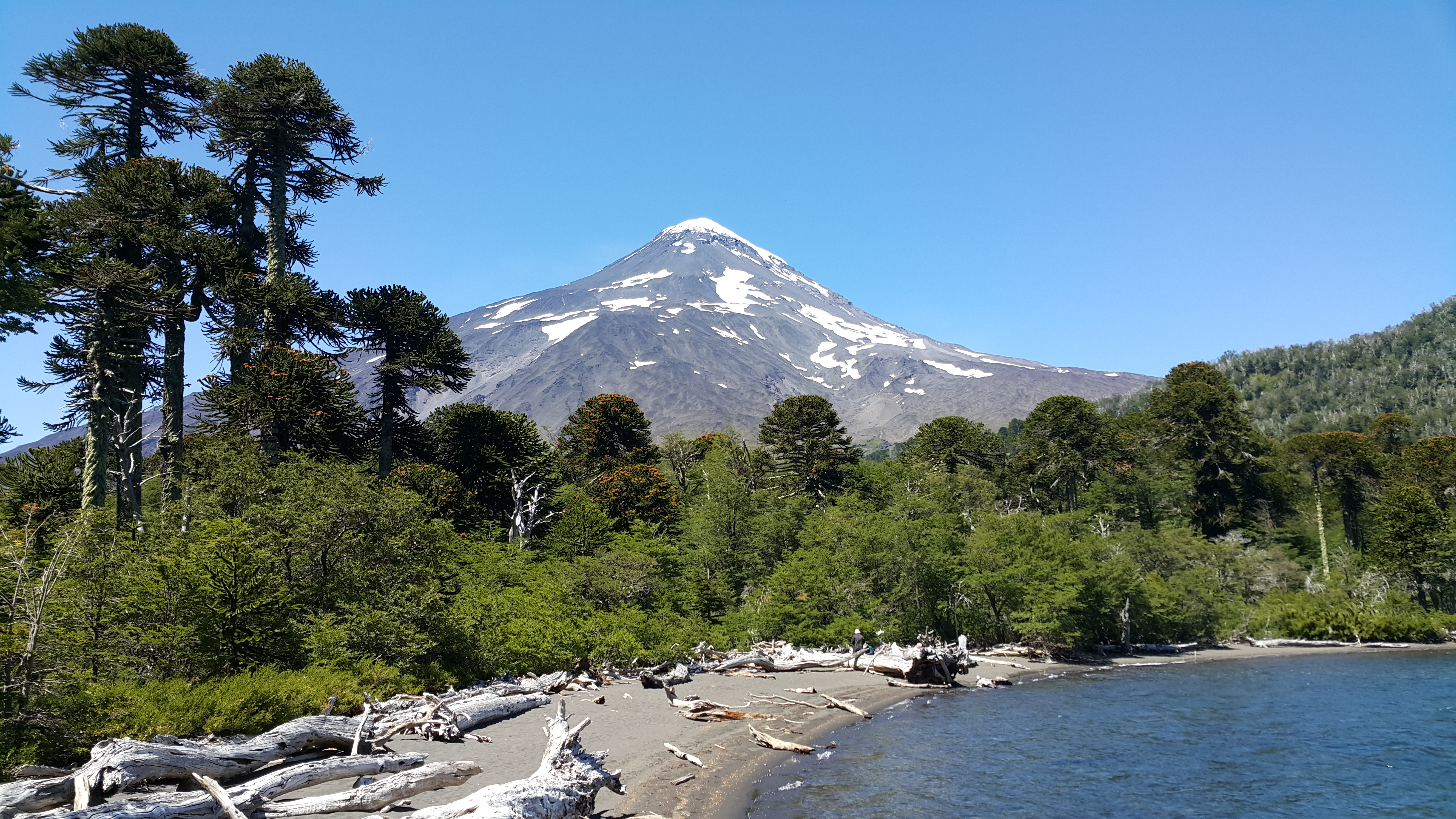

라닌산(Lanin)은 칠레와 접한 아르헨티나 네우켄주에 있는 성층 화산으로, 분화의 기록이 잘 알려지지 않은 화산이다.

## 같이 보기
- 퀘트롭필란산